# Monilaria chrysoleuca
Monilaria chrysoleuca är en isörtsväxtart som först beskrevs av Rudolf Schlechter, och fick sitt nu gällande namn av Schwant. Monilaria chrysoleuca ingår i släktet Monilaria och familjen isörtsväxter. Utöver nominatformen finns också underarten M. c. polita.